# Південне наріччя російської мови

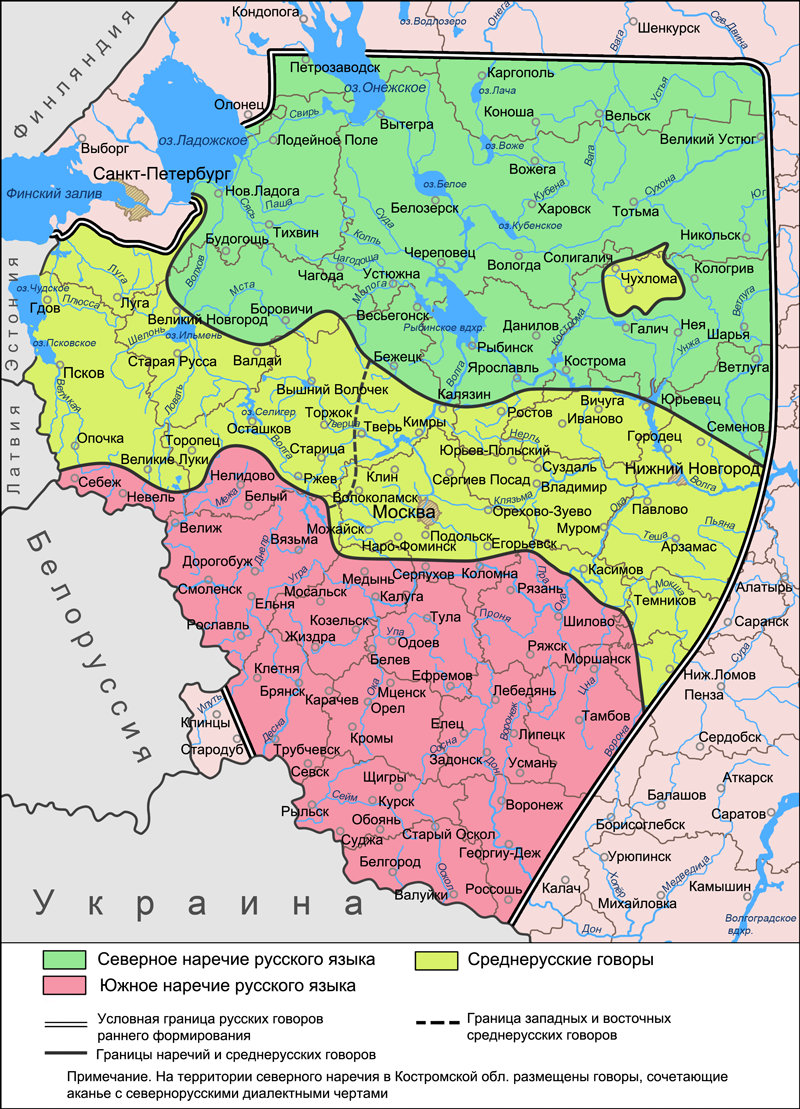
Наріччя російської мови на території первинного формування (південноруський наріччя позначено червоним кольором)

Південне наріччя (діалект) російської мови ― велика група говорів російської мови в межах європейської частини Росії, що склалася до XV століття. Південноросійський діалект є діалектом первинного формування.
До первісної території утворення південноросійської говірки повністю входили такі губернії Російської імперії: Воронезька, Калузька, Курська, Орловська, Рязанська, Смоленська, Тамбовська, Тульська. Великоросійське населення цих 8 губерній станом на 1897 рік становило близько 12 млн осіб. З колонізацією росіянами в XVI-XVIII століттях нових земель південна говірка поширилася далі на південь і схід у пониззя Дону, Волги та на Північний Кавказ: губернії Ставропольську, Саратовську, Самарську, Оренбурзьку та інші, а також на області Війська Донського і Кубанську. 
З масовим переселенням селян на схід у XIX-XX століттях південна говірка поширилася далі на Урал, у Сибір і Далекий Схід, утворивши там свої локальні говірки, часто змішаного характеру. Таким чином, носіями південноросійської говірки 1897 року були до 25 млн осіб, що становило майже половину всіх носіїв російської мови (за дореволюційною термінологією великоросійської говірки російської мови).
Однією з особливостей лексики південноросійського, як і інших усних діалектів, є збереження споконвічних руських форм, які змінилися в російській літературній на церковнослов'янські: рос. і цсл. одежда, південноросійськ. одёжа та ін. 

## Ізоглоси
Основною ізоглосою, що відокремлює південноруський діалект від середньоруського та північноруського, є фрикативна вимова фонеми /г/, тобто [ɣ]. Однак частина ізоглос об'єднує південноросійський прислівник із частиною середньоросійських говірок (здебільшого південних), насамперед:
- акання;
- закінчення 3 л. од. ч. дієслів теперішнього часу на м'яке -ть: ходити, але сів. ходить;
- відсутність випадання звуку /j/ і стяжання голосних у формах дієслів: делаеть, але сев. делат.

Деякі фонетичні та граматичні явища спостерігаються одночасно і в південноросійських, і північноросійських говорах, наприклад, вимова фонеми /в/ як губно-губна /ў/ або /w/ у південноросійських і в деяких Вологодських говорах.
За цілою низкою ізоголос південноросійський прислівник збігається з говорами білоруської мови та східнополіською говіркою української, це насамперед:
- фрикативний /ɣ/;
- редукція ненаголошених голосних: акання та якання;
- губно-губна вимова «в» /ў/;
- протетична /в/ або /ў/ перед початковими /о/ і /у/: південно-російськ. і біл. во́сень.
- відсутність звуку /ф/, заміна його на /х/, /хв/ або /п/;
- закінчення 3 л. од. і мн. ч. дієслів теперішнього часу на м'яке -ть (-ць): південноросійський. (он) ходить, (они) ходють, біл. (ён) ходзіць, (яны) ходзяць;
- відсутність м'яких кінцевих губних /м/, /б/, /п/, /в/.

Однак білоруська мова має також низку рис, що відокремлюють її від південноруської говірки. Головними такими особливостями білоруської є дзекання та цекання. Як і їхня відсутність у білоруській, ці риси спостерігаються в південноруському діалекті лише в поодиноких випадках.
За низкою граматичних і фонетичних ознак південноросійський прислівник має схожі риси зі слобожанським і степовим діалектами української мови, це передусім відсутність звуку /ф/, протетичне /в/ або /ў/, затвердіння м'яких кінцевих губних, закінчення 3 чо. од. та мн. ч. -ть у дієслів.